# 2MASS J07082133+2950350
2MASS J07082133+2950350 ist ein Brauner Zwerg im Sternbild Zwillinge. Er wurde 2000 von J. Davy Kirkpatrick et al. entdeckt. Er gehört der Spektralklasse L5 an.